# Cabina de burbuja

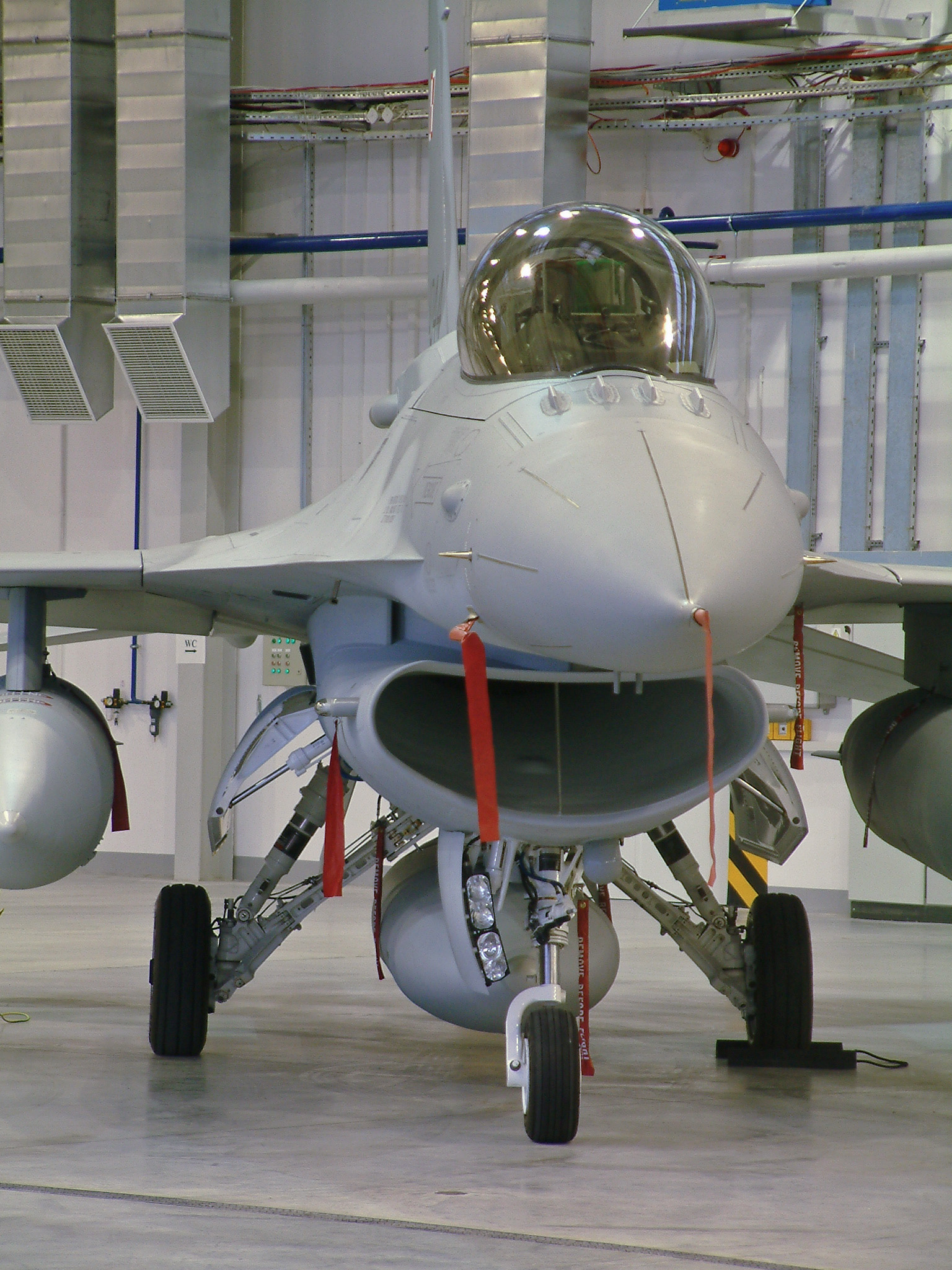
Vista frontal de un F-16 Fighting Falcon donde se aprecia claramente su cabina tipo burbuja.

Una cabina de burbuja (o cabina tipo burbuja) es una cabina de vuelo de un avión hecha como una pompa de jabón, que intenta proporcionar una visión de 360° al piloto.

## Historia
Las cabinas de burbuja vienen siendo usadas desde la Segunda Guerra Mundial. Los británicos ya había desarrollado la "Malcolm hood", que era una cabina abultada, siendo el Miles M.20 uno de los primeros diseños de aeronave en ofrecer una verdadera cabina en burbuja. A pesar de que ese modelo nunca llegó a entrar en producción, la idea de la cabina en burbuja fue usada en otros cazas británicos, como el Hawker Typhoon y el Tempest. También fue tomada por los Estados Unidos para los P-51 Mustang y P-47 Thunderbolt entre otros.

## Propósito
|                                                                           |  |
| Mustang P-51 con cubierta de carlinga convencional y con forma de burbuja |  |

El propósito de una cabina conforma de burbuja es proporcionar al piloto un ángulo de visión mucho más amplio que las cabinas empotradas. Como se puede ver entre los primeros modelos de los P-47 y P-51 (aún sin cabina de burbuja), estos dejaban una zona ciega notable detrás del piloto que los aviadores enemigos podían aprovechar para acercarse sin ser vistos.
Las cabinas tipo burbuja incrementan el campo de visión del piloto a expensas del blindaje trasero en la cabina, haciendo al piloto más vulnerable ante los disparos de cañón enemigos desde atrás. Esto es un problema menor en los cazas a reacción modernos donde la mayoría de los combates aéreos son resueltos mediante misiles aire-aire.

## Ejemplos

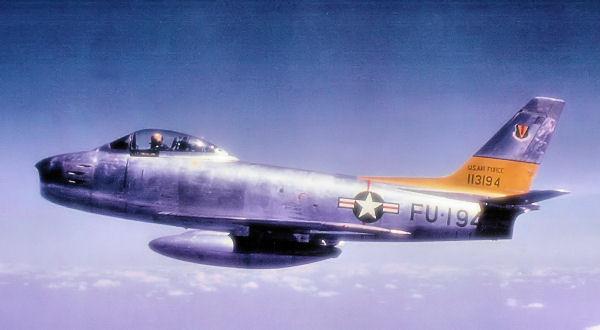
F-86 Sabre.
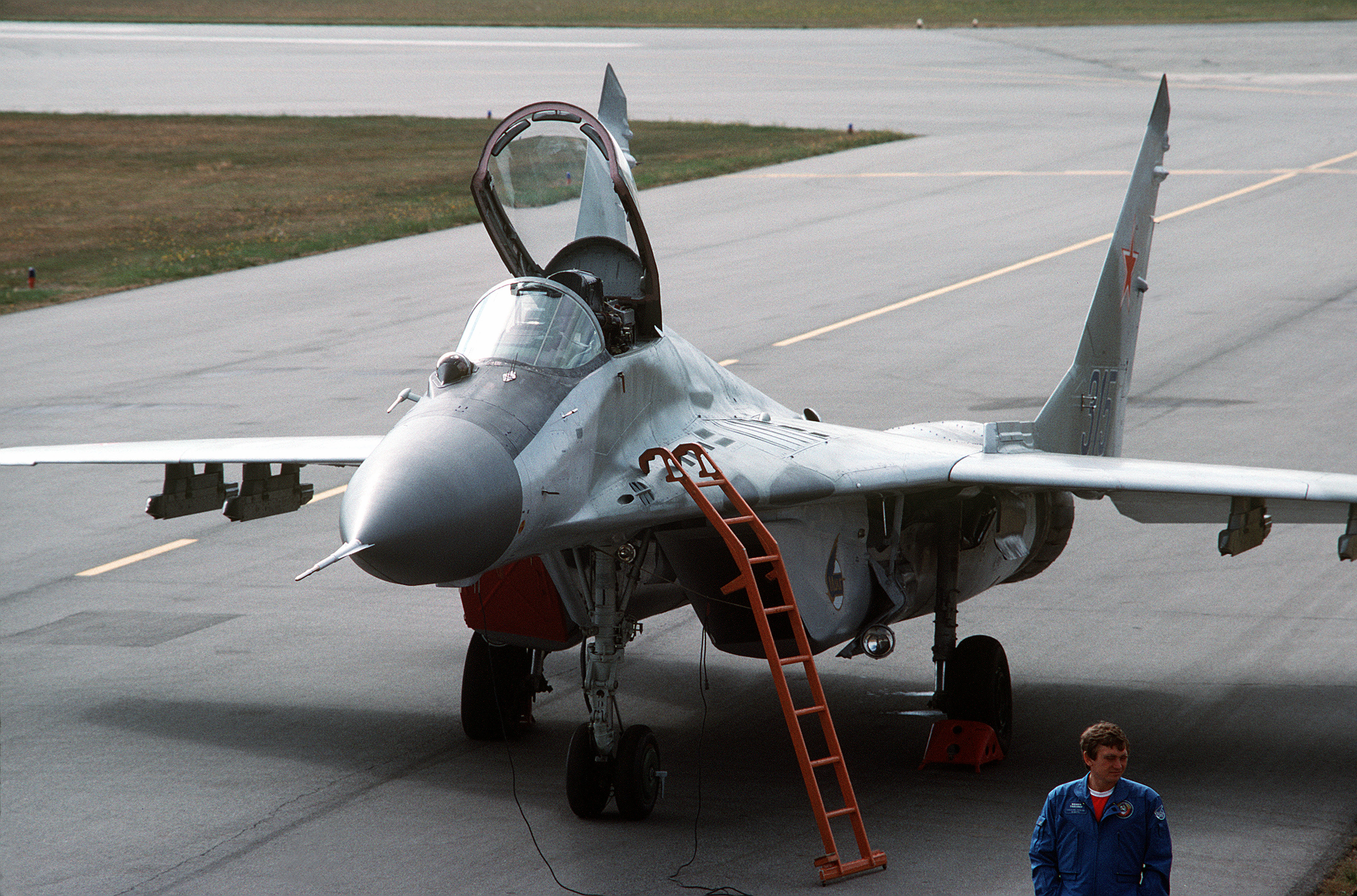
MiG-29 con la cabina abierta.
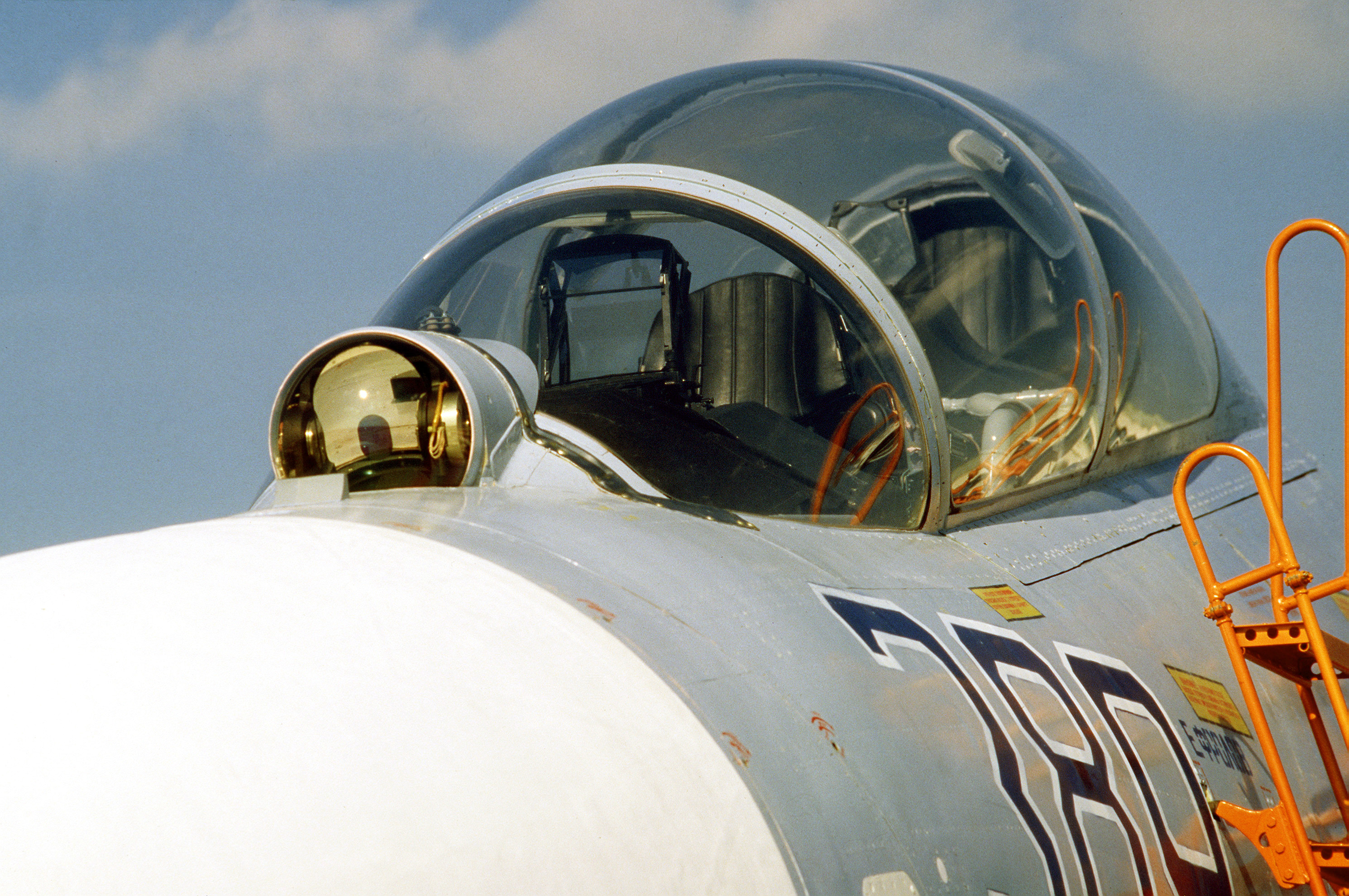
Cabina de un Su-27.
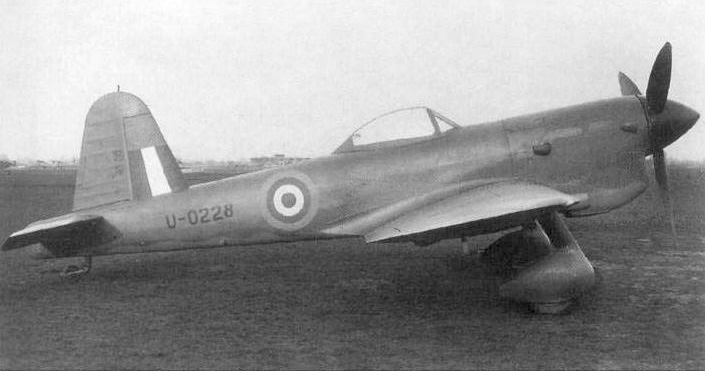
Miles M.20.